# Казалбуоно
Казалбуоно (итал. Casalbuono) је насеље у Италији у округу Салерно, региону Кампанија.
Према процени из 2011. у насељу је живело 1026 становника. Насеље се налази на надморској висини од 574 м.

## Становништво
| 1951. | 1961. | 1971. | 1981. | 1991. | 2001. | 2011. |
| ----- | ----- | ----- | ----- | ----- | ----- | ----- |
| 2.123 | 1.936 | 1.665 | 1.624 | 1.553 | 1.303 | 1.211 |